# Year of the Tiger
Year of the Tiger è il primo album in studio del cantautore statunitense Myles Kennedy, pubblicato il 9 marzo 2018 dalla Napalm Records.
Il disco è stato inserito al primo posto tra i trenta migliori album hard rock del 2018 secondo Loudwire.

## Descrizione
Si tratta di un concept album incentrato sulla vita personale del cantautore, a partire dalla morte del padre fino alle successive vicende che hanno coinvolto la sua famiglia; il titolo stesso fa riferimento all'anno della scomparsa del padre, il 1974, che è considerato l'anno della Tigre nel calendario cinese.
Come spiegato da Kennedy, Year of the Tiger rappresenta in realtà il secondo album da lui composto, avendone realizzato un primo di materiale inedito inciso tra il 2009 e il 2016 e missato agli inizi di quest'ultimo. Fu tuttavia scartato in quanto «non rappresentava ciò che sono adesso». Dal punto di vista musicale, il disco si distacca dalle sonorità più dure dei precedenti lavori di Kennedy con gli Alter Bridge e con Slash per abbracciare sonorità più acustiche e tendenti al blues e al country.
La sua uscita è stata anticipata dalla pubblicazione di quattro singoli, resi disponibili unicamente per il download digitale: l'omonimo Year of the Tiger a dicembre 2017, Haunted by Design a gennaio 2018, Devil on the Wall nel mese di febbraio e Love Can Only Heal, pubblicato una settimana prima dell'album.

## Tracce
Testi e musiche di Myles Kennedy.
1. Year of the Tiger – 3:40
2. The Great Beyond – 4:50
3. Blind Faith – 4:29
4. Devil on the Wall – 3:44
5. Ghost of Shangri La – 3:32
6. Turning Stones – 3:38
7. Haunted by Design – 3:39
8. Mother – 3:42
9. Nothing but a Name – 5:00
10. Love Can Only Heal – 5:32
11. Songbird – 4:04
12. One Fine Day – 4:50

Tracce bonus nelle edizioni giapponese e di Best Buy
1. Nothing but a Name (Demo Acoustic Version) – 4:51
2. The Great Beyond (Demo Acoustic Version) – 4:44
3. Haunted by Design (Demo Acoustic Version) – 3:46

CD bonus nell'edizione deluxe
1. Year of the Tiger (Demo Acoustic Version) – 3:39
2. Blind Faith (Demo Acoustic Version) – 4:14
3. One Fine Day (Demo Acoustic Version) – 4:41
4. Songbird (Demo Acoustic Version) – 4:00
5. Turning Stones (Demo Acoustic Version) – 3:37
6. Ghost of Shangri La (Demo Acoustic Version) – 3:36

## Formazione
Musicisti
- Myles Kennedy – voce, chitarra, banjo, lap steel guitar, basso, mandolino
- Zia Uddin – batteria, percussioni
- Tim Tournier – basso
- Michael "Elvis" Baskette – tastiera
- Simon Dobson – arrangiamento strumenti ad arco (traccia 2)
- Will Harvey – violino aggiuntivo (traccia 2)
- Maddie Cutter – violoncello aggiuntivo (traccia 2)
- Elitsa Bogdanova – viola aggiuntiva (traccia 2)

Produzione
- Michel "Elvis" Baskette – produzione, missaggio
- Jef Moll – ingegneria del suono, montaggio
- Brad Blackwood – mastering

## Classifiche
| Classifica (2018)         | Posizione massima |
| ------------------------- | ----------------- |
| Austria                   | 10                |
| Belgio (Fiandre)          | 64                |
| Belgio (Vallonia)         | 122               |
| Germania                  | 14                |
| Italia                    | 40                |
| Paesi Bassi               | 48                |
| Regno Unito               | 12                |
| Regno Unito (download)    | 6                 |
| Regno Unito (physical)    | 12                |
| Regno Unito (vinyl)       | 17                |
| Scozia                    | 6                 |
| Stati Uniti               | 63                |
| Stati Uniti (digital)     | 18                |
| Stati Uniti (independent) | 3                 |
| Stati Uniti (rock)        | 11                |
| Stati Uniti (tastemaker)  | 18                |
| Svizzera                  | 12                |